# Phoenix Hagen
Phoenix Hagen is een professionele basketbalclub uit het Duitse Hagen.

## Geschiedenis
Phoenix Hagen werd in 2004 opgericht na het verdwijnen van Brandt Hagen. De club speelde zes seizoenen in de tweede klasse en promoveerde in 2009 naar de hoogste klasse. Na negen seizoenen op het hoogste niveau degradeerde de club weer naar de tweede klasse nadat ze hun licentie verloren. Sindsdien speelde ze in de tweede klasse.

## Coaches
- 2004-2006:  Tome Zdravevski
- 2006-2007:  Ralf Risse
- 2007-2016:  Ingo Freyer
- 2017:  Matthias Grothe
- 2017:  Dietmar Günther
- 2017-2018:  Kevin Magdowski
- 2018:  Tobit Schneider
- 2018-heden:  Chris Harris

## Bekende (oud)-spelers
| - Thomas Dreesen - - Michael Gilmore - Owen Klassen - David Bell - Quentin Pryor | - Kyle Castlin - Marquise Moore |